# Lliga cèltica de rugbi 2011-2012
La Lliga cèltica de rugbi 2011-2012 és la temporada 2011-2012 de la Lliga cèltica de rugbi on el vigent campió és el Munster Rugby que defensa el títol aconseguit l'any passat, s'inicià el 2 de setembre del 2011. Acabà el 27 de maig amb la victòria del Ospreys Rugby en els últims minuts de la final gràcies a un assaig de Williams.

## Equips de la temporada 2011-2012
| Equip                                               | Estadi                                  | Capacitat     | Ciutat/Àrea                         |
| --------------------------------------------------- | --------------------------------------- | ------------- | ----------------------------------- |
| Plantilla:Country data Ireland rugby Connacht Rugby | Galway Sportsground                     | 11.700        | Galway, Connacht                    |
| Plantilla:Country data Ireland rugby Leinster Rugby | RDS Arena                               | 18.500        | Dublín, Leinster                    |
| Plantilla:Country data Ireland rugby Munster Rugby  | Thomond Park Musgrave Park              | 26.000 8.300  | Cork i Limerick, Munster            |
| Plantilla:Country data Ireland rugby Ulster Rugby   | Ravenhill Stadium                       | 12.125        | Belfast, Ulster                     |
| Cardiff Blues                                       | Cardiff City Stadium Millennium Stadium | 26.828 74.500 | Cardiff, Sud                        |
| Newport Gwent Dragons                               | Rodney Parade                           | 11.700        | Newport, Gwent                      |
| Ospreys Rugby                                       | Liberty Stadiums                        | 20.000        | Swansea, Glamorgan                  |
| Scarlets                                            | Park y Scarlets                         | 14.870        | Llanelli, Sir Gaerfyrddin           |
| Edinburgh Rugby                                     | Murrayfield Stadium                     | 68.500        | Edimburg, Escòcia                   |
| Glasgow Warriors                                    | Firhill Stadium                         | 10.887        | Glasgow, Escòcia                    |
| Aironi Rugby                                        | Stadio Luigi Zaffanella Stadio Giglio   | 11.700 29.546 | Llombardia i Emilia Romagna, Itàlia |
| Benetton Rugby Treviso                              | Stadio Comunale di Monigo               | 6.700         | Treviso, Itàlia                     |

## Resultats
| Clubs                  | AR      | BRT     | CB      | CR      | ER      | GW      | S       | LR      | MR      | NGD     | O       | UR      |
| ---------------------- | ------- | ------- | ------- | ------- | ------- | ------- | ------- | ------- | ------- | ------- | ------- | ------- |
| Aironi Rugby           |         | 27 – 13 | 26 – 37 | 20 – 6  | 25 – 19 | 6 – 18  | 23 – 26 | 6 – 22  | 21 – 17 | 9 – 10  | 11 – 18 | 19 – 25 |
| Benetton Rugby Treviso | 37 – 14 |         | 13 – 20 | 9 – 11  | 11 – 22 | 8 – 13  | 20 – 10 | 20 – 30 | 14 – 35 | 50 – 24 | 27 – 32 | 23 – 27 |
| Cardiff Blues          | 38 – 0  | 33 – 18 |         | 22 – 15 | 38 – 13 | 13 – 34 | 14 – 26 | 19 – 23 | 13 – 15 | 28 – 9  | 12 – 33 | 21 – 14 |
| Connacht Rugby         | 19 – 16 | 13 – 15 | 20 – 26 |         | 26 – 13 | 13 – 13 | 13 – 11 | 13 – 15 | 16 – 20 | 17 – 13 | 6 – 17  | 26 – 21 |
| Edinburgh Rugby        | 50 – 10 | 44 – 21 | 15 – 30 | 19 – 14 |         | 23 – 23 | 26 – 23 | 28 – 36 | 29 – 14 | 15 – 29 | 14 – 15 | 20 – 42 |
| Glasgow Warriors       | 29 – 6  | 13 – 15 | 31 – 3  | 24 – 3  | 17 – 12 |         | 19 – 9  | 10 – 10 | 12 – 23 | 24 – 19 | 28 – 17 | 17 – 9  |
| Scarlets               | 32 – 9  | 34 – 20 | 29 – 20 | 38 – 10 | 33 – 17 | 16 – 14 |         | 10 – 15 | 20 – 20 | 22 – 12 | 22 – 14 | 24 – 17 |
| Leinster Rugby         | 26 – 7  | 42 – 8  | 52 – 9  | 30 – 20 | 54 – 13 | 19 – 23 | 16 – 13 |         | 24 – 19 | 31 – 10 | 22 – 23 | 42 – 13 |
| Munster Rugby          | 18 – 6  | 29 – 11 | 16 – 13 | 24 – 9  | 34 – 17 | 35 – 19 | 35 – 12 | 9 – 18  |         | 20 – 12 | 13 – 17 | 36 – 8  |
| Newport Gwent Dragons  | 23 – 14 | 32 – 33 | 18 – 14 | 19 – 27 | 21 – 20 | 14 – 14 | 6 – 10  | 18 – 22 | 14 – 24 |         | 21 – 20 | 22 – 9  |
| Ospreys                | 23 – 7  | 41 – 10 | 17 – 12 | 26 – 21 | 26 – 19 | 20 – 26 | 9 – 9   | 27 – 3  | 19 – 13 | 31 – 12 |         | 32 – 14 |
| Ulster Rugby           | 45 – 7  | 12 – 23 | 20 – 3  | 22 – 3  | 38 – 16 | 28 – 14 | 24 – 17 | 8 – 16  | 33 – 17 | 30 – 12 | 15 – 14 |         |

## Classificació
| Classificació general de la Lliga cèltica | Classificació general de la Lliga cèltica | Classificació general de la Lliga cèltica | Classificació general de la Lliga cèltica | Classificació general de la Lliga cèltica | Classificació general de la Lliga cèltica | Classificació general de la Lliga cèltica | Classificació general de la Lliga cèltica | Classificació general de la Lliga cèltica | Classificació general de la Lliga cèltica | Classificació general de la Lliga cèltica |
| Class.                                    | Clubs                                     | Pts                                       | J                                         | G                                         | E                                         | P                                         | B                                         | pf                                        | pc                                        | +-                                        |
| ----------------------------------------- | ----------------------------------------- | ----------------------------------------- | ----------------------------------------- | ----------------------------------------- | ----------------------------------------- | ----------------------------------------- | ----------------------------------------- | ----------------------------------------- | ----------------------------------------- | ----------------------------------------- |
| 1.                                        | Leinster Rugby                            | 81                                        | 22                                        | 18                                        | 1                                         | 3                                         | 7                                         | 568                                       | 326                                       | 242                                       |
| 2.                                        | Ospreys Rugby                             | 71                                        | 22                                        | 16                                        | 1                                         | 5                                         | 5                                         | 491                                       | 337                                       | 154                                       |
| 3.                                        | Munster Rugby                             | 67                                        | 22                                        | 14                                        | 1                                         | 7                                         | 9                                         | 489                                       | 367                                       | 122                                       |
| 4.                                        | Glasgow Warriors                          | 65                                        | 22                                        | 13                                        | 4                                         | 5                                         | 5                                         | 445                                       | 321                                       | 124                                       |
| 5.                                        | Scarlets                                  | 62                                        | 22                                        | 12                                        | 2                                         | 8                                         | 10                                        | 446                                       | 373                                       | 73                                        |
| 6.                                        | Ulster Rugby                              | 56                                        | 22                                        | 12                                        | 0                                         | 10                                        | 8                                         | 474                                       | 424                                       | 50                                        |
| 7.                                        | Cardiff Blues                             | 50                                        | 22                                        | 10                                        | 0                                         | 12                                        | 10                                        | 446                                       | 460                                       | -14                                       |
| 8.                                        | Connacht Rugby                            | 37                                        | 22                                        | 7                                         | 1                                         | 14                                        | 7                                         | 321                                       | 433                                       | -112                                      |
| 9.                                        | Newport Gwent Dragons                     | 36                                        | 22                                        | 7                                         | 1                                         | 14                                        | 6                                         | 370                                       | 474                                       | -104                                      |
| 10.                                       | Benetton Rugby Treviso                    | 36                                        | 22                                        | 7                                         | 0                                         | 15                                        | 8                                         | 419                                       | 558                                       | -139                                      |
| 11.                                       | Edinburgh Rugby                           | 32                                        | 22                                        | 6                                         | 1                                         | 15                                        | 6                                         | 454                                       | 588                                       | -134                                      |
| 12.                                       | Aironi Rugby                              | 22                                        | 22                                        | 4                                         | 0                                         | 18                                        | 6                                         | 289                                       | 551                                       | -262                                      |

## Fase final
| Semifinals     | Semifinals | Semifinals       |
| -------------- | ---------- | ---------------- |
| Ospreys Rugby  | 45 – 10    | Munster Rugby    |
| Leinster Rugby | 19 – 15    | Glasgow Warriors |

| Final          | Final   | Final         |
| -------------- | ------- | ------------- |
| Leinster Rugby | 30 – 31 | Ospreys Rugby |

| Campió        |
| ------------- |
| Ospreys Rugby |